# Parwanoo
Parwanoo är en ort i Indien.   Den ligger i distriktet Solan och delstaten Himachal Pradesh, i den norra delen av landet, 250 km norr om huvudstaden New Delhi. Parwanoo ligger 789 meter över havet och antalet invånare är 8 609.
Terrängen runt Parwanoo är varierad. Runt Parwanoo är det tätbefolkat, med 442 invånare per kvadratkilometer. Närmaste större samhälle är Chandigarh, 19,9 km sydväst om Parwanoo. I omgivningarna runt Parwanoo växer i huvudsak blandskog.